# Carl von Ossietzky (Denkmal)

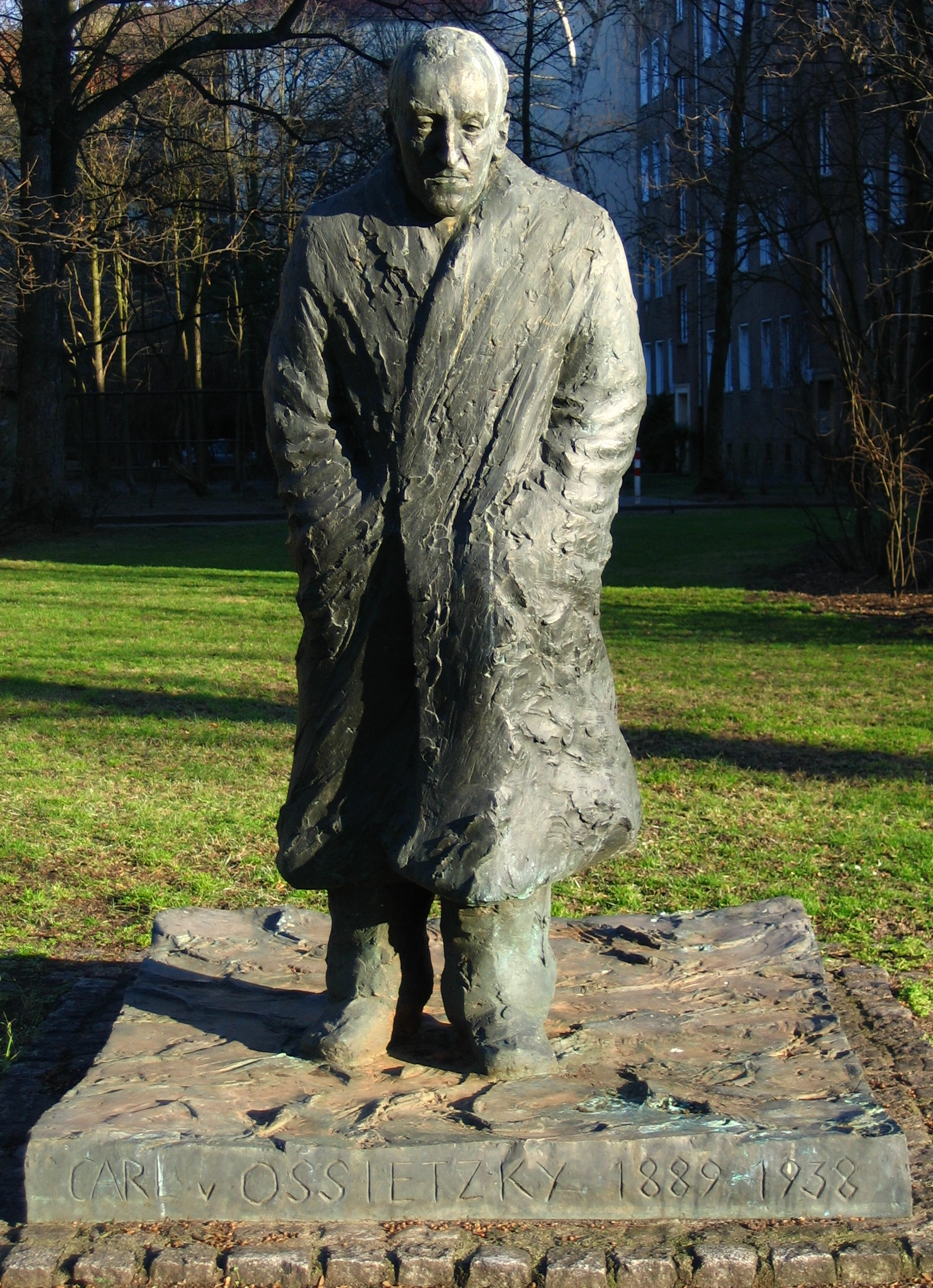

Das Denkmal für Carl von Ossietzky ist dem deutschen Journalisten, Schriftsteller und Pazifisten Carl von Ossietzky gewidmet; es wurde 1989 in der Ossietzky-Straße in Berlin-Pankow aufgestellt und eingeweiht. Die 200 cm hohe Bronze
stammt vom Bildhauer Klaus Simon.